# Burnside (Pennsylvanie)
Pour les articles homonymes, voir Burnside.
Burnside est un borough situé au sud-ouest du comté de Clearfield, en Pennsylvanie, aux États-Unis,. En 2010, il comptait une population de 234 habitants. Il est incorporé le 5 octobre 1874.

## Démographie
Lors du recensement de 2010, le borough comptait une population de 234 habitants. Elle est estimée, en 2019, à 235 habitants.

### Source de la traduction
- (en) Cet article est partiellement ou en totalité issu de l’article de Wikipédia en anglais intitulé « Burnside, Pennsylvania » (voir la liste des auteurs).